# Dryopteris montigena
Dryopteris montigena är en träjonväxtart som beskrevs av Ren-Chang Ching. Dryopteris montigena ingår i släktet Dryopteris och familjen Dryopteridaceae. Inga underarter finns listade.